# Michał Kordecki
Michał Kordecki (ur. w 1912 w Strzelcach Wielkich k. Tarnowa, zm. 28 lutego 1983 w Otwocku) - ksiądz pallotyn, uczestnik powstania warszawskiego.
Ksiądz Michał Kordecki urodził się w 1912 roku w Strzelcach Wielkich w diecezji tarnowskiej. Ukończył pallotyńskie Collegium Marianum w Wadowicach. Święcenia kapłańskie przyjął 3 czerwca 1939 w Warszawie z rąk abp. Stanisława Galla. Rok później podjął tajne studia rzeźbiarskie na warszawskiej Akademii Sztuk Pięknych. 
Ks. Kordecki był kapelanem powstania warszawskiego (pseudonim „Augustyn”, oddział „Biblia” - Służba Duszpasterska Okręgu Warszawskiego Armii Krajowej - Grupa „Północ” - kapelan szpitala Polowego przy ul. Długiej 23). Po wojnie, przez 15 lat był mistrzem nowicjatu, potem ojcem duchownym w pallotyńskim Seminarium, a przez następne 18 lat - rekolekcjonistą i misjonarzem ludowym. 
Ks. Michał Kordecki zmarł w Otwocku wieku 71 lat. Został pochowany w pallotyńskiej kwaterze na cmentarzu parafialnym w Ołtarzewie.